# Hemibates stenosoma
Hemibates є монотиповим родом  риб родини цихлові, він складається лише з виду Hemibates stenosoma (Boulenger 1901) 

## Переглянуті (старі) назви
- Hemibates bellcrossi див. Greenwoodochromis bellcrossi (Poll 1976)